# Вілл Мак-Керліх
Вілл Мак-Керліх (англ. Bill McKerlich, 2 грудня 1936) — канадський академічний веслувальник.
Срібний призер Олімпійських Ігор 1956, 1960 років у складі вісімки.